# Eric Baumann
Pour les articles homonymes, voir Baumann.
Eric Baumann est un coureur cycliste allemand né le 21 mars 1980 à Rostock en Mecklembourg-Poméranie-Occidentale. Professionnel de 2003 à 2011 et spécialiste du sprint, il compte huit victoires professionnelles.

## Biographie
Vainqueur de Paris-Roubaix espoirs en 2000, Eric Baumann est vice-champion d'Europe des moins de 23 ans en 2001, derrière Giampaolo Caruso. Il participe au championnat du monde des moins de 23 ans à Lisbonne au Portugal, qu'il ne termine pas. Il y participe à nouveau en 2002, à Zolder en Belgique, et se classe cette fois 90e de la course en ligne.
Baumann passe professionnel en 2003 dans l'équipe Wiesenhof. Dès le printemps, il s'illustre au sprint sur des courses d'un jour en Belgique et aux Pays-Bas. Il termine ainsi sixième du Grand Prix Rudy Dhaenens, huitième du Grand Prix Pino Cerami et dixième du Grand Prix de l'Escaut, puis obtient son premier podium sur le Tour de Drenthe derrière Rudie Kemna. En été, il remporte sa première victoire, une étape de la Course de la Solidarité Olympique. En août, il réussit à nouveau plusieurs performances aux Pays-Bas, terminant deuxième d'À travers Gendringen derrière Alessandro Petacchi et cinquième de Groningue-Münster. 
En 2004, Baumann rejoint T-Mobile, où il compte notamment parmi les équipiers d'Erik Zabel, tout en jouant parfois un rôle de sprinteur principal. Ce nouveau statut lui laisse peu d'occasions de s'illustrer. Il termine tout de même 17e de la classique française Paris-Tours en fin de saison. En bonne forme au début de la saison 2005, il termine quatrième de la Nokere Koerse et neuvième du Grand Prix E3. Il participe en mai à son premier grand tour, le Tour d'Italie. Immédiatement après cette course, il remporte au sprint sa deuxième victoire, une étape du Tour de Luxembourg. 
À partir de 2006, Baumann a toujours parfois un rôle de leader pour les sprints, mais est plus souvent l'équipier d'Olaf Pollack et des jeunes sprinteurs André Greipel, Mark Cavendish et Gerald Ciolek. La saison 2006 de Baumann commence par une chute au Tour de l'Algarve, à Portimao. Il heurte la roue de son coéquipier Thomas Ziegler, et il se casse le tibia et le péroné de la jambe gauche. Il subit une opération, et reprend la compétition en août au Tour du Danemark, ce qui lui permet d'obtenir un nouveau contrat. Il revient l'année suivante en montant sur le podium du Grand Prix de Denain, puis en remportant sa troisième victoire sur une étape du Tour de Saxe, mais se blesse à nouveau. Il se casse une omoplate en percutant une voiture à l'entraînement, et ne peut courir le Tour d'Espagne. Non conservé à la suite du retrait du principal partenaire de l'équipe, il trouve refuge chez Team Sparkasse en Allemagne pour la saison 2008. Il y retrouve plus de liberté, et réussit de nombreuses places d'honneur sur les courses d'un jour. Au printemps, il termine ainsi quatrième du Tour de Drenthe, cinquième du Tour de Hollande-Septentrionale et de la Commerce Bank Lehigh Valley Classic. En août, Baumann remporte sa première course d'un jour, le Tour de Bochum, puis termine deuxième du Tour de Rijke derrière Steven de Jongh. En septembre, il gagne sa deuxième course de la saison, Prague-Karlovy Vary-Prague, et termine quatrième du Tour de Münster. Il termine la saison 12e de l'Europe Tour et 39e de l'America Tour.
Début 2009, Baumann obtient de nombreux podiums. Il termine deuxième du Tour de Cologne, du Arno Wallaard Memorial, du Tour d'Overijssel et du Tour de Rijke. Il participe également en Russie aux Cinq anneaux de Moscou, où il gagne deux étapes, et termine troisième. En juin, il gagne une étape du Grand Prix International CTT Correios de Portugal. Il échoue dans la défense de son titre au Tour de Bochum, et termine sixième. Il finit la saison 27e de l'Europe Tour.
En 2010, Baumann rejoint l'équipe Team NetApp, dont il est désigné leader. Fin février, il se casse le genou à la Beverbeek Classic. Hormis une victoire au Tour de Nuremberg, il ne réalise pas de résultats probants et ne parvient pas à trouver un nouveau contrat à l'issue de la saison 2011. Dans la foulée, il met un terme à sa carrière et retourne à son métier d'assureur.

## Palmarès et classements mondiaux

### Palmarès par année
| - 1997 - 2e du championnat du monde de poursuite par équipes juniors - 1998 - Trois Jours d'Axel : - Classement général - 1re étape - Grand Prix Général Patton : - Classement général - 1re et 2e étapes - 4e du championnat du monde du contre-la-montre juniors - 2000 - Paris-Roubaix espoirs - 2e du championnat d'Allemagne de poursuite par équipes - 2001 - 2e étape du Tour du Loir-et-Cher - 3e étape du Tour de Mainfranken - 2e du Tour du Loir-et-Cher - 2e du championnat d'Europe sur route espoirs - 3e du Grand Prix des Carreleurs - 3e du Tour de Mainfranken - 3e du championnat d'Allemagne de la montagne - 2002 - Champion d'Europe sur route militaires - 1re étape du Tour de l'Indre - Erzgebirgsrundfahrt - 2e du Grand Prix de Waregem - 2003 - 1eb étape de la Course de la Solidarité Olympique - 2e du Tour de Drenthe - 2e d'À travers Gendringen | - 2004 - 3e de la Neuseen Classics – Rund um die Braunkohle - 2005 - 1re étape du Tour de Luxembourg - 2007 - 3e étape du Tour de Saxe - 3e du Grand Prix de Denain - 2008 - Tour de Bochum - Prague-Karlovy Vary-Prague - 2e du Tour de Rijke - 3e de la Neuseen Classics – Rund um die Braunkohle - 2009 - 1re et 2e étapes des Cinq anneaux de Moscou - 4e étape du Grand Prix International CTT Correios de Portugal - 2e du Tour de Cologne - 2e du Tour de Rijke - 3e du Grand Prix de Moscou - 2010 - Tour de Nuremberg - 2012 - Berlin-Bad Freienwalde-Berlin - 2014 - 2e étape du Tour de l'Oder |  |

### Résultat sur le Tour d'Italie
1 particiaption
- 2005 : 128e

### Classements mondiaux
| Année            | 2001  | 2002  | 2003 | 2004 | 2005 | 2006 | 2007 | 2008 | 2009 | 2010 | 2011 | 2012 | 2013 |
| ---------------- | ----- | ----- | ---- | ---- | ---- | ---- | ---- | ---- | ---- | ---- | ---- | ---- | ---- |
| Classement UCI   | 1199e | 1704e | 281e | 749e |      |      |      |      |      |      |      |      |      |
| UCI America Tour |       |       |      |      |      |      |      | 39e  |      |      |      |      |      |
| UCI Europe Tour  |       |       |      |      |      |      |      | 12e  | 27e  | 321e | 303e | 513e | 931e |